# Orealla

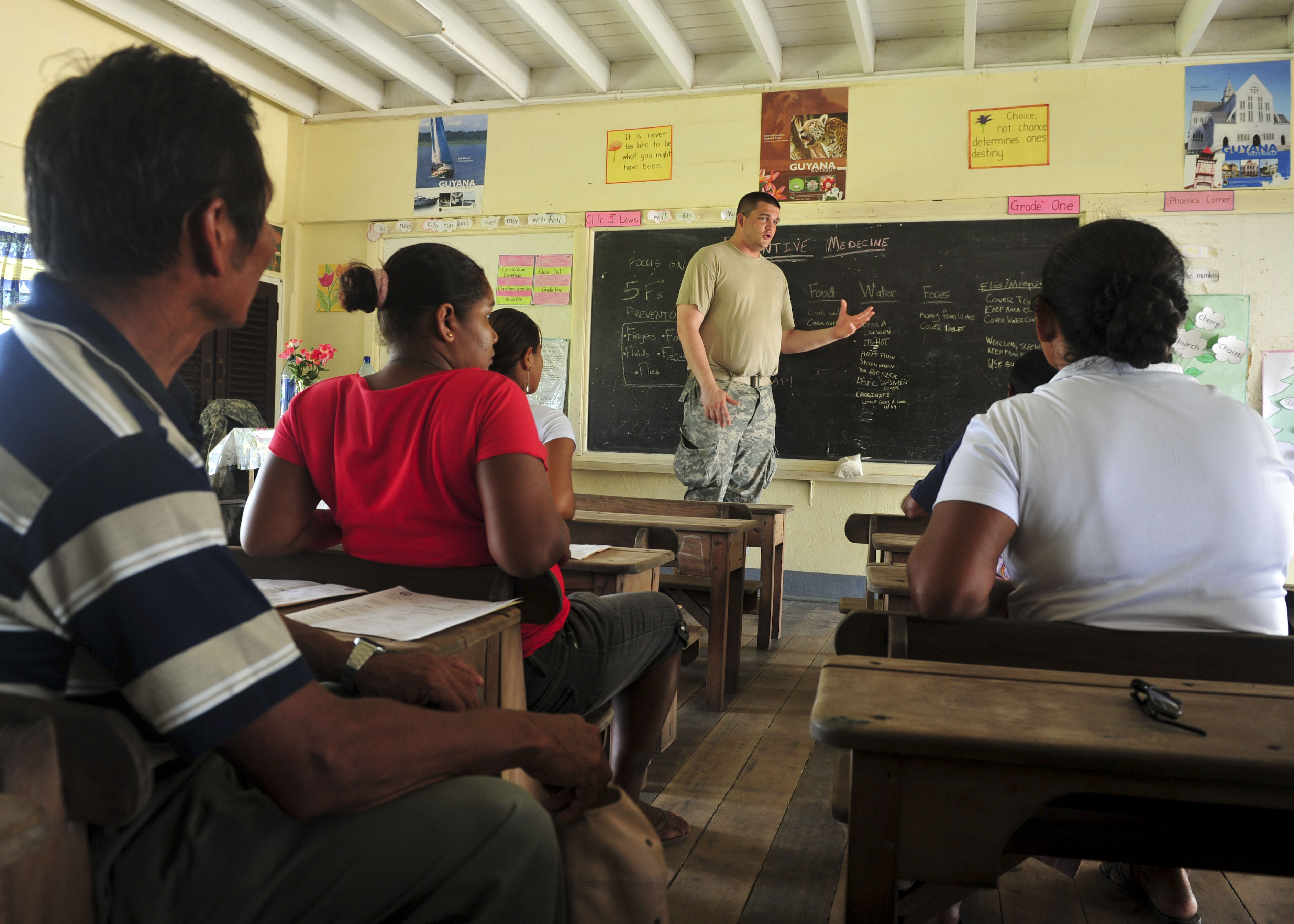
Upozorňování místních obyvatel na hrozící nemoce

Orealla (nebo Orealla Mission) je osada v guyanském regionu East Berbice-Corentyne v nadmořské výšce 11 m. Leží na břehu řeky Courantyne, která tvoří hranici se Surinamem a na proti této osadě leží Apoera. Až do Orealla se mohou dostat velké lodě po řece Courantyne.